# Cyrille Schott
Pour les articles homonymes, voir Schott.
Cyrille Schott, né le 27 octobre 1950, est un préfet français.

## Biographie

### Jeunesse
Cyrille Schott est le fils de Pierre Schott, ancien maire de la ville d'origine de sa famille, Drusenheim, dans le département du Bas-Rhin.

### Parcours scolaire et universitaire
Cyrille Schott est titulaire d’une maîtrise d’histoire (Paris I - Sorbonne), diplômé de l’Institut d’études politiques de Strasbourg (major de promotion) et élève de l’ENA, promotion Guernica (1976).

### Situation militaire
Cyrille Schott, qui a été chef d'escadron dans la réserve opérationnelle de l'arme du Train, est colonel
de la réserve citoyenne auprès du gouverneur militaire de Paris.

### Carrière
Cyrille Schott part effectuer son service militaire comme aspirant le 1er janvier 1973.
En janvier 1974, il entre à l’École nationale d'administration (ENA), promotion « Guernica » (1976). En juin 1976, il devient administrateur civil de 2e classe au sein du ministère de l’Intérieur et est nommé deux mois après sous-préfet et directeur de cabinet du préfet de la Charente. En 1978, il est nommé sous-préfet, directeur de cabinet du préfet de la région Champagne-Ardenne, préfet de la Marne. En juin 1980, il occupe les fonctions de secrétaire général de la préfecture de la Nièvre.
En août 1982, il rejoint le cabinet du Président de la République, François Mitterrand, comme conseiller technique. Il est responsable du courrier présidentiel, de la gestion du palais de l’Élysée et des résidences présidentielles, où il organise des rencontres internationales, notamment avec le chancelier Kohl. Il se voit confier par le président des missions particulières, comme la supervision du millénaire capétien, ce qui le conduit à devenir l'intermédiaire entre lui et le comte de Paris. Il supervise, avec Jean-Claude Colliard, les affaires d'Andorre.
En 1987, il est titularisé préfet commissaire de la République du département du Territoire de Belfort. Il soutient, aux côtés de Jean-Pierre Chevènement, le développement de l’université à Belfort-Sevenans et de la vie culturelle. Il gère plusieurs crises, dont l’incendie de l’immeuble de l’Europe, qui fait 15 victimes, des inondations, une prise d’otages, qu’il parvient à dénouer. Il contribue à la mise en œuvre du premier revenu minimum d'insertion (RMI) en France ,.
Il est ensuite nommé préfet de la Nièvre (1990), où il avait déjà exercé comme secrétaire général et avait été repéré par François Mitterrand. Il joue un rôle moteur dans l’organisation en 1991 du premier grand prix de France de formule 1 sur le circuit de Magny Cours, cette organisation étant récompensée par le prix de la meilleure organisation mondiale décerné par la Formula One Constructors Association (FOCA),.Il travaille au développement de la liaison autoroutière de Nevers avec Paris et au grand chantier, voulu par le président Mitterrand, du Mont Beuvray. Il gère la crise bovine et stimule les contrats locaux agricoles dans le cadre des aides européennes,
En 1992, il devient préfet d'Indre-et-Loire. Il œuvre pour la protection de la Loire, dont il interdit les extractions de sable et arrête l'urbanisation des rives, en empêchant la réalisation à Tours d'un nouveau quartier pris sur une zone inondable, celui de la Gloriette. Après son départ, la Nouvelle République du Centre Ouest le reconnaît comme l'un des « hommes de l'année » 1994 au titre de son action pour l'environnement.
Dans le Haut-Rhin, où il est nommé en août 1994, il devient un acteur clé de la reconversion du Bassin potassique, dont il lance l’idée du plan cadre qu’il mène au succès, encourage les implantations d’entreprises, soutient le développement de l’EuroAirport de Mulhouse-Bâle, travaille activement pour la coopération transfrontalière le long du Rhin, développe les partenariats avec la Pologne et la Hongrie.
Préfet de Seine-et-Marne de 1998 à 2001, il fait face aux crises de sécurité publique à Dammarie-les-Lys, à la tempête de la fin de l’année 1999, le département étant l’un des plus touchés de France, à la pollution de l’atrazine dans 80 communes, aux deux cas de fièvre aphteuse, de sorte que le site des archives départementales de Seine-et-Marne l’appelle « le préfet des crises. » Il développe l’intercommunalité, s’attache à la protection de la forêt de Fontainebleau, appuie le développement de l’INSEAD, d’Eurodisney, des villes nouvelles de Marne-la-Vallée et Melun-Sénart, lance avec Georges Zeisel le projet de centre européen de musique de chambre au château de Fontainebleau, se préoccupe du plan départemental d’accueil des gens du voyage, malgré les oppositions à celui-ci.
Préfet du Pas-de-Calais de 2001 à 2004, il s'occupe de la crise des migrants dans le Calaisis et, sous l'égide de Nicolas Sarkozy, ministre de l'Intérieur, ferme le centre de Sangatte. Il doit gérer de nombreuses autres crises, dont celle de la légionellose née de l'usine Norexo à Harnes. Il travaille activement à la reconversion industrielle, en particulier dans le Bassin minier, où il joue notamment un rôle déterminant pour surmonter la situation difficile née de la fermeture de l'usine Métaleurop à Noyelles-Godault (négociation et signature du plan social et du contrat de site), mais aussi à Calais et à Boulogne. La Gazette Nord-Pas de Calais le range parmi les personnalités de la région qui "ont fait la une en 2003."
Comme préfet de Basse-Normandie (2004-2007), il s’engage activement pour le rétablissement du caractère maritime du Mont-Saint-Michel et les implantations d’entreprises, il soutient résolument la candidature de la région aux jeux équestres mondiaux.
Préfet de la région Languedoc-Roussillon (2007), il sait nouer avec le président du Conseil régional, Georges Frêche, des rapports permettant l’avancée de dossiers bloqués depuis des années, comme celui de la construction de la ligne TGV Nîmes-Montpellier. Il accompagne avec détermination l’évolution de la viticulture et développe les interventions de l’Europe.
En décembre 2008, il est nommé préfet hors cadre et devient Conseiller maître en service extraordinaire à la Cour des comptes (2009). Il appartient à la septième chambre, où il devient responsable du secteur "environnement et développement durable". Il est officier de liaison de la Cour pour l'environnement auprès d'Eurosai (European organisation of supreme audit institutions) et d'Intosai (International organisation of supreme audit institutions). Il est commissaire aux comptes de l'Université franco-allemande à Sarrebruck. Il siège comme membre suppléant à la Commission d’accès aux documents administratifs (CADA) de 2009 à 2014 (décret du 29 juin 2009).
Par décret du Président de la République en date du 7 janvier 2014, il est nommé président du conseil d'administration d’Adoma, présidence qu'il quitte en juin 2015, en ayant atteint la limite d'âge. Avec le directeur général Bruno Arbouet, il fait évoluer le statut de cet organisme, qui est le premier logeur en France dans le domaine du très social.
Il est nommé directeur de l’Institut national des hautes études de la sécurité et de la justice (INHESJ) par décret du Président de la République, le 6 mars 2014. Il arrête le premier plan stratégique de l'institut, qu'il engage dans le développement de la recherche, la formation et la réflexion dans la lutte contre le terrorisme, les partenariats internationaux, comme celui avec l'Algérie. L'INHESJ devient, au 1er janvier 2021, l'Institut des hautes études du ministère de l'intérieur.
Le 28 octobre 2016, il fait valoir ses droits à la retraite. Il préside la Fondation Raoul Clainchard à Strasbourg, qui accorde des aides aux organismes accueillant des personnes handicapées. Il fait partie du bureau d'EuroDéfense France, qui milite pour le développement d'une défense européenne. Il est délégué régional pour l'Alsace de l'Association des décorés du mérite allemand (AFDMA) et appartient au conseil d'administration de l'AFDMA. Il est président d'honneur de l'association des amis du peintre PASO. Il préside la section du Bas-Rhin de la Société des membres de la Légion d'Honneur - SMLH (depuis novembre 2020) et est membre du conseil d'administration de la SMLH (depuis septembre 2021). Il est membre de l'Académie d'Alsace (depuis avril 2023).

## Œuvres

### Ouvrages
- Jardin des délices, co-écrit avec le peintre PASO , aux éditions La Diane française, Nice, 2008
- La rose & le lys – François Mitterrand et le comte de Paris 1986-1996, aux éditions Plon, Paris, 2011, 2020
- Un Alsacien, préfet en Alsace, aux éditions du Signe, Strasbourg, 2018
- Parole de Préfet : Sarkozy, Frêche et les autres… , coédition La valette-Le Noyer éditeurs, Strasbourg 2020
- Souveraineté et solidarité, un défi européen, sous la direction de Nathalie de Kaniv et Patrick Bellouard, coauteur, aux éditions du Cerf, 2021.

- Le Génie historique du Christianisme, aux éditions du Signe, Strasbourg, 2023.

### Autres
- Mémoire de maîtrise à Paris I - Sorbonne, sous la direction de Jean-Baptiste Duroselle : La doctrine Hallstein (1971).
- Il a été co-rapporteur du rapport public thématique de la Cour des comptes Les enseignements des inondations de 2010 sur le littoral atlantique (Xynthia) et dans le Var (La documentation française, juillet 2012).
- Il est l'auteur de plusieurs articles dans les Cahiers de la sécurité et la Justice, ainsi que dans la revue Administration.
- Il a publié des tribunes dans La Tribune, le Monde, La Croix, Le Figaro, The European.

## Distinctions

### Décorations
- Officier de la Légion d'honneur, promu officier le 31 décembre 2014[17]
  -  Chevalier de la Légion d'honneur, le 13 juillet 1998[18]
- Commandeur de l'ordre national du Mérite, puis commandeur le 14 novembre 2003[19].
  -  Officier de l'ordre national du Mérite, promu officier le 14 mai 1994[20]
  -  Chevalier de l'ordre national du Mérite, le 24 mars 1988
- Chevalier de l'ordre des Palmes académiques
- Commandeur de l'ordre du Mérite agricole
- Chevalier de l'ordre des Arts et des Lettres
- Médaille des services militaires volontaires, bronze
- Médaille de la jeunesse, des sports et de l'engagement associatif, or
- médaille des réservistes volontaires de défense et de sécurité intérieur échelon or

Il est titulaire de quatorze décorations étrangères :
- Grand-croix de l’ordre du mérite de l’Egypte
- Croix d'or de l'ordre de l'Honneur de la Grèce
- Grand officier de l'ordre de l'étoile de Jordanie
- Commandeur de l’ordre du Mérite de la République fédérale d'Allemagne3
- Commandeur d'argent de l’ordre du Mérite d’Autriche
- Commandeur de l’ordre du Ouissam alaouite du Maroc
- Commandeur de l'ordre de l'Aigle aztèque
- Chevalier de 1re classe de l'ordre du Dannebrog
- Chevalier de l’ordre du Mérite de la république de Pologne
- Commandeur de l'ordre national du Niger
- Commandeur de l'Ordre de l'Étoile équatoriale
- Officier de l'ordre de la Valeur du Cameroun
- Officier de l'ordre du Mono
- Commandeur de l'ordre du mérite du Sénégal